# Чериченко, Ирина Вячеславовна
Ири́на Вячесла́вовна Чериче́нко (род. 3 августа 1963, Полярный, Мурманская область, РСФСР, СССР) — советская и российская актриса театра и кино, Член Общероссийской общественной организации «Союз кинематографистов Российской Федерации».

## Биография
Ирина Чериченко родилась 3 августа 1963 года в городе Полярном Мурманской области, где её отец служил офицером-подводником и куда её мать приехала по распределению из Мелитополя работать хормейстером в Доме офицеров. Когда Ирине было четыре года, семья вернулась в Украинскую ССР, в город Запорожье (родители Ирины умерли в 1996 году).
Там Ирина начала заниматься танцами в балетном кружке того дома культуры, где работала её мать. В возрасте девяти лет поступила в Мелитопольское культурно-просветительное училище и поселилась в Мелитополе у своей двоюродной сестры. Училась хореографии у Виктора Чмиля. Во время выпускного экзамена по классическому танцу партнёр уронил Ирину, она сильно ударилась коленями о сцену и получила разрыв менисков. После такой травмы продолжать танцевальную карьеру было невозможно. Тем не менее, в шестнадцать лет Ирина получила диплом педагога-хореографа, начала работать хореографом в мелитопольском Дворце культуры, вышла замуж за Евгения, диск-жокея того же ДК.
В Москву ездила поступать дважды. Первая попытка окончилась неудачей. Во второй раз, в 1983 году, подала документы сразу в два театральных училища — Щукинское и Щепкинское (в одно — школьный аттестат, в другое — диплом Мелитопольского культурно-просветительного училища). В обоих училищах экзамены прошли успешно. После некоторых колебаний Ирина выбрала Высшее театральное училище имени Б. В. Щукина (курс Евгения Рубеновича Симонова), которое окончила в 1987 году. Во время учёбы подрабатывала посудомойкой и уборщицей в ресторанах. Муж Ирины остался в Мелитополе и вскоре предложил развестись.
В конце второго курса Ирину утвердили на главную роль Искры Поляковой в драматической киноповести «Завтра была война» режиссёра Юрия Кары. В 1987 году, когда фильм вышел на экраны, молодая актриса сразу стала знаменитой на весь Советский Союз.
Ирина продолжила сниматься в кино, но, по словам актрисы, ей не нравилось, что ей предлагали однотипные роли «а-ля Искра», и театр привлекал её больше кинематографа. Она работала в труппе Московского театра-студии под руководством Евгения Симонова, потом в Московском новом драматическом театре.
В 1988 году, в возрасте двадцати пяти лет, временно ушла из профессии и поступила послушницей в Пюхтицкий монастырь Русской православной церкви в эстонской деревне Куремяэ. По собственным воспоминаниям, Ирине «захотелось побыть вдали от суеты, обрести душевный покой, разобраться в себе». Через девять месяцев Ирина ушла из монастыря и продолжила карьеру актрисы.
В составе ансамбля танца «Ритмы планеты» она поехала в Испанию. Там, соблазнившись быстрым заработком, согласилась перевезти груз, не подозревая, что это были наркотики. В испанской тюрьме с ней случился микроинсульт. Позже ей удалось доказать свою непричастность к торговле наркотиками.
После возвращения на Родину начала заниматься бизнесом. 
В 2003 году оставила бизнес и вернулась к работе в театре и кино. Первой театральной работой стал спектакль Андрея Соколова «Койка». 
В настоящее время актриса в основном снимается в телесериалах.

### Личная жизнь
В первый раз Ирина Чериченко вышла замуж в 1979 году, когда ей было шестнадцать лет, в городе Мелитополе (Украинская ССР). Разница в возрасте между супругами составляла тринадцать лет. Ради Ирины супруг Евгений оставил свою семью. Брак распался в 1983 году, когда Чериченко уехала учиться в Москву.
Затем актриса была замужем за актёром Валерием Васильевичем Ярёменко (род. 21 октября 1961, Севастополь). Прожили вместе четыре года.
В 1990-е годы находилась в отношениях с американским бизнесменом Артуром, от которого в 1997 году родила сына Филиппа. Сын носит отчество отца Ирины, Вячеслава.
В 2005—2015 годах состояла в незарегистрированном браке с Алексеем Николаевичем Лысенковым (род. 26 января 1965, Киев), известным российским телеведущим и шоуменом программы «Сам себе режиссёр».

## Награды
- 2020 — Медаль ордена «За заслуги перед Отечеством» II степени (21 сентября 2020 года) — за большой вклад в развитие отечественной культуры и искусства, многолетнюю плодотворную деятельность[8].

## Фильмография
1. 1985 — Город невест — Ольга, рабочая на текстильном комбинате
2. 1986 — Где ваш сын?  — эпизод
3. 1986 — Зина-Зинуля  — Наташа
4. 1987 — Завтра была война — Искра Полякова[4]
5. 1988 — Слуга — хористка
6. 1989 — Кому на Руси жить… — Катя
7. 1989 — Птицам крылья не в тягость — Екатерина Семёновна, воспитательница в детском доме
8. 1991 — Вербовщик — Ольга Зорова, сестра, художница
9. 1991 — Откровение Иоанна Первопечатника — Таисья
10. 1992 — Бабник 2 — Зинаида
11. 1992 — Трактористы 2 — Франя
12. 1993 — Не хочу жениться! — Рита, медсестра
13. 1995 — Мост / I gefyra (короткометражный фильм) — Елена
14. 2002 — Смотрящий вниз — Дарья Безродная, актриса, бывшая жена Александра Ивановича Угарова
15. 2004 — 2006 — Моя прекрасная няня (серия № 52 «Кольцо властелина») — Александра Мессер
16. 2007 — Королёв — Валентина Степановна Гризодубова, советский лётчик-инструктор
17. 2007 — Приключения солдата Ивана Чонкина — Аглая
18. 2007 — Адвокат 4 (серия № 43 «Кровавый спорт») — Наталья Валерьевна Кирсанова
19. 2008 — Возьми меня с собой — Валентина
20. 2008 — Закон и порядок. Преступный умысел 3 (серия № 4 «Чокнутый») — Серафима Линькова
21. 2008 — Преступление будет раскрыто (серия № 12 «Капкан для бабочек») — Светлана Евгеньевна Рубцова, жена Николая Рубцова
22. 2008 — Коснуться неба — Валерия, мать Лидии
23. 2008 — 2010 — Ранетки — Ирина Прокопьева, жена Михаила Прокопьева, мать Анны Прокопьевой, лучшая подруга Елизаветы Алёхиной
24. 2009 — Вернуть на доследование (серия «Опасные связи») — Ольга Васильевна Кречетова, писательница (в титрах не указана)
25. 2009 — Возьми меня с собой 2 — Валентина
26. 2010 — Судьбы загадочное завтра — Валентина Михайловна, врач-гинеколог
27. 2010 — Невидимки — Лариса, частный детектив, бывший сотрудник Седьмого управлении КГБ СССР в отставке, жена Виктора, мать Дмитрия и Александра
28. 2011 — Два билета в Венецию — мать Лизы
29. 2011 — ЧС. Чрезвычайная ситуация — Марина Евгеньевна, мать Жени
30. 2011 — Обет молчания — психолог
31. 2011 — Дуэль
32. 2011 — Жена генерала — Дарья Сиротина
33. 2011 — И примкнувший к ним Шепилов (документальный) — Екатерина Алексеевна Фурцева
34. 2012 — Отель «Президент» — Любовь Григорьевна, мать Оли
35. 2013 — Дети Водолея — мать Ивана
36. 2013 — Исцеление — Людмила Николаевна, мать Ольги
37. 2013 — Вьюга —  Валерия Викторовна Жаркова, мать Сергея
38. 2013 — Однажды и навсегда — Елена Витальевна Черкасова, мать Маши
39. 2013 — Операция «Кукловод» — Людмила Попова, вдова бывшего губернатора
40. 2014 — Метод Фрейда 2 (серия № 5) — Ольга Николаевна Епифанцева, жена бизнесмена Платона Тимофеевича Епифанцева
41. 2014 — Женщины на грани (серия № 24 «Полный ноль») — Ольга Леонардовна Токарева, заместитель Григория Лобельского[9]
42. 2015 — Эти глаза напротив — Ирина Григорьевна, мать Нины
43. 2015 — Миндальный привкус любви — Антонина Павловна Струкова, мать Андрея
44. 2015 — Отель — Полина
45. 2016 — Преступление — Галина Васильевна Ломакина, заместитель директора педагогического колледжа по учебной части
46. 2017 — Девушка с косой — Галина Викторовна, жена Николая
47. 2017 — Линия огня — Ирина Колосова, жена бизнесмена Ильи Владимировича Колосова, мать Дениса
48. 2018 — Полицейский с Рублёвки 3 — мама Кристины
49. 2018 — Лапси — «Коса»
50. 2018 — Нераскрытый талант 3 — Тамара Ивановна Суворова, новый главный режиссёр театра
51. 2018 — Реставратор — Екатерина Павловна Смирнова, директор музея авиации
52. 2018 — Её секрет — Полина Андреевна Талицкая, жена владельца девелоперской компании «Монолит» Вадима Анатольевича Талицкого, мать Марии Вадимовны Талицкой
53. 2018 — Игра с огнём — мать Риты
54. 2018 — Между нами, девочками 2 — Яна, заместитель Елены Николаевны Сайко
55. 2019 — Учителя — Яхина
56. 2019 — Кассирши — директор
57. 2020 — Паромщица — Екатерина Ярцева («Игуменья»), сокамерница и подруга Надежды Зиминой (Титовой)
58. 2020 — И снова будет день — Лариса Васильевна, тренер по фигурному катанию
59. 2020 — Актёры затонувшего театра — Ирина
60. 2021 — Регби — мама Насти
61. 2021 — Обещания (короткометражка) — мама
62. 2021 — Паромщица 2 — Екатерина Ярцева («Игуменья»), сокамерница и подруга Надежды Зиминой (Титовой)
63. 2021 — Предпоследняя инстанция — Римма Александровна
64. 2021 — Магистраль — Анна Сергеевна, сотрудник архива МВД
65. 2022 — Братья — мама Яны